# Couvent des Cordeliers de Limoux
Le couvent des Cordeliers est un couvent situé à Limoux, en France.

## Localisation
Le couvent est situé sur la commune de Limoux, dans le département français de l'Aude.

## Historique
L'édifice est inscrit au titre des monuments historiques en 1948.